# Damien Nash
Damien Darnell Nash (St. Louis, Missouri, 14 de Abril de 1982 – St. Louis, Missouri, 24 de Fevereiro de 2007) foi um futebolista norte-americano, do clube Denver Broncos da Liga Nacional de Futebol (NFL)), durante a época de 2006-2007, até à data da sua morte.

## Anos do Liceu
Nash estudou no liceu Riverview Gardens  em St. Louis, Missouri durante os três primeiros anos dos seus estudos secundários. Seguiu o seu treinador, Darren Sunkett, para a "East Saint Louis High School", para o seu ano senior.
Foi uma estrela do atletismo no liceu, tendo corrido os 100 metros em 10.3 segundos.

## Carreira universitária
Damien foi recrutado para o futebol pela "Universidade do Wisconsin", mas esteve presente no "Coffeyville Community College", em Coffeyville, Kansas, antes de ser transferido para os Missouri Tigers da "Universidade do Missouri-Columbia".

## Carreira profissional
Nash foi convocado pelo Tennessee Titans. Foi liberado depois da sua primeira época com os  Titans e assinou pelos Denver Broncos. Depois de gastar a primeira parte da época na esquadra de treino dos Broncos, foi-lhe dada uma posição de titular entre Tatum Bell e Mike Bell.
Nash apareceu em seis jogos da NFL, três com os Titans e três com os Broncos.
A sua melhor performance surgiu durante o jogo de 19 de Novembro de  2006, da NFL, contra os San Diego Chargers.
Não apareceu nos últimos cinco jogos dos Broncos, da época de 2006.

## Morte
Nash teve um colapso súbito depois de um jogo de basquetebol, de caridade na "Riverview Gardens High School" no dia 24 de Fevereiro de 2007. Nash foi encontrado inconsciente numa residência dos subúrbios de St. Louis, e mais tarde foi dado como morto, aos 24 anos de idade. O evento de caridade destinava-se a angariar fundos para beneficiar a "Darris Nash Find A Heart Foundation", uma instituição beneficente que reúne fundos para a pesquisa, na área do transplante de corações. Damien havia criado esta instituição em honra ao seu irmão mais velho, Darris, um recente receptor de um transplante cardíaco.
A equipa da "National Football League" disse em comunicado que haviam sido informados da morte de Nash.
Nash é o segundo jogador dos Denver Broncos a morrer este ano; o defesa esquerdo Darrent Williams foi assassinado numa limusine depois de deixar um clube nocturno em Denver, no final da noite de Ano Novo de 2007.
O sargento Ed Douglas do departamento de polícia de Ferguson, Missouri, disse numa entrevista telefónica que Nash foi transportado de ambulância para o "Christian Hospital Northeast". Douglas disse que o caso ainda está sob investigação. Nash foi pronunciado morto às 18:41, hora local, segundo a enfermeira supervisora Eileen Zwilling, em entrevista telefónica. Disse ainda que nenhuma outra informação estava disponível.